# Альберто Валентіні
Альберто Валентіні (ісп. Alberto Aldo Valentini, 25 листопада 1938, Вальпараїсо — 25 жовтня 2009, Сантьяго) — чилійський футболіст, захисник клубу «Коло-Коло». Відомий за виступами в чилійських клубах клуби «Сантьяго Вондерерз» та «Коло-Коло», а також національну збірну Чилі.

## Клубна кар'єра
Альберто Валентіні розпочав виступи на футбольних полях 1957 року в команді «Сантьяго Вондерерз», в якій провів вісім сезонів. Протягом цього часу став чемпіоном країни, двічі ставав володарем кубка країни.
У 1966 році став гравцем клубу «Коло-Коло» приєднався 1966 року, в якій грав до 1972 року, та відіграв за команду із Сантьяго 174 матчі в національному чемпіонаті. У складі «Коло-Коло» двічі ставав чемпіоном країни. У 1972 році завершив виступи на футбольних полях.

## Виступи за збірну
1960 року дебютував в офіційних матчах у складі національної збірної Чилі. У складі збірної був учасником чемпіонату світу 1966 року в Англії. Протягом 6 років зіграв 19 матчів у складі чилійської збірної.
Помер 25 жовтня 2009 року на 71-му році життя у місті Сантьяго.